# Wie erziehe ich meine Eltern?
Wie erziehe ich meine Eltern? ist eine deutsche Comedyserie des MDR aus dem Jahr 2002. Sie wird bis heute im KI.KA und in der ARD ausgestrahlt. Nachdem die ersten Staffeln der Serie mehrfach ausgestrahlt worden waren, die Kinderdarsteller aber schon dem Alter entwachsen waren, wurde 2010 eine dritte Staffel mit neuen Darstellern veröffentlicht, die aber keine Handlungsverknüpfung zu den vorherigen Staffeln besitzt.

## Handlung

### Staffel 1 & 2
Wie erziehe ich meine Eltern? handelt von den Familien Wolkenfuß und Freytag, die aus Versehen beide dieselbe Doppelhaushälfte (Hirtenweg 1a und 1b) in Taucha bei Leipzig gekauft haben. Beide fühlen sich schon beim Einzug wie zuhause und haben sich mental eingerichtet, gäbe es da nicht den Anspruch, wer welche Hälfte bekommen soll. Die erste handfeste Auseinandersetzung von Psychiater Dr. Karl Wolkenfuß und Zahnärztin Dr. Edwina Freytag lässt deren Kinder Felix Wolkenfuß und Johnny – eigentlich Johanna – Freytag verzweifeln. Beide sind elf Jahre alt (in der ersten Staffel), bleiben vernünftig und verstehen sich schnell. Die größten Schwierigkeiten haben sie aber bei der „Erziehung“ ihrer Eltern.
Die Erwachsenen tun, was sie wollen: Schnüffeln, Besserwissen, Verbieten, Angeben usw. – doch das wollen die Kinder nicht einfach so hinnehmen. Zusammen arbeiten Johnny und Felix an der Erziehung ihrer Eltern, charmant, trickreich, frech und herausfordernd werden Edwina „Eddy“ Freytag und Karl Wolkenfuß ein ums andere mal in ihre Schranken verwiesen. Dabei steht ihnen auch die allein lebende Nachbarin Asta Engel-Butz zur Seite und stiftet dabei die verrücktesten Verwirrungen. Der Bearded Collie Rollo kann als frech denkender Hund zudem so manchen Spruch loslassen. In der zweiten Staffel sind Johnny und Felix schon 14 Jahre alt und müssen daher zusammen mit ihren Eltern auch schon die ersten Teenager-Probleme meistern.

### Staffel 3
Mit Drehbeginn vom Juli 2008 wurde eine „dritte Staffel“ in Erfurt gedreht, bei der sich aber die Besetzung (bis auf Heinrich Schafmeister), die Serienfiguren und der Schauplatz komplett ändern und nur der Serienname, der zu „Wie erziehe ich meine Eltern? - Von Vätern und Töchtern“ ergänzt wurde, sowie die Titelmelodie geblieben ist. Drehbuchautorin Sibylle Durian ließ die Serienfiguren Dr. Christoph Hasenkötter und seinen Stiefbruder Dr. Carlo Mittenzwey wegen einer elterlichen testamentarischen Verfügung in einer alten Villa zusammen leben. Die Töchter Henriette „Jette“, Konstanze „Konny“ und Nachbarin Rita Rabe mit ihrem Sohn Yilmaz komplettieren diese Wohngemeinschaft. Trotz des wesentlich jüngeren Alters der Kinderdarsteller wurden keine weiteren Staffeln dieser Neuauflage gedreht.

## Besetzung

### Hauptdarsteller (Staffel 1 & 2)
| Schauspieler          | Rollenname                | Bemerkungen                                     | Folgen | Jahr(e)   |
| Heinrich Schafmeister | Dr. Karl Wolkenfuß        | Vater von Felix                                 | 1–26   | 2002–2004 |
| Amina Gusner          | Dr. Edwina „Eddy“ Freytag | Mutter von Johnny                               | 1–26   | 2002–2004 |
| Sina Tkotsch          | Johanna „Johnny“ Freytag  | Tochter von Dr. Edwina Freytag                  | 1–26   | 2002–2004 |
| Maximilian Seidel     | Felix Wolkenfuß           | Sohn von Dr. Karl Wolkenfuß                     | 1–26   | 2002–2004 |
| Ursula Staack         | Asta Engel-Butz           | Nachbarin, Sprechstundenhilfe von Dr. Wolkenfuß | 1–26   | 2002–2004 |
| Gunter Schoß          |                           | Stimme von Hund Rollo                           | 1–26   | 2002–2004 |

### Nebendarsteller (Staffel 1 & 2)
| Schauspieler    | Rollenname         | Bemerkungen      | Folge(n) | Jahr(e) |
| Monika Guthmann | Linda Leone        | Mutter von Felix | 12       | 2002    |
| Alfred Müller   | Willi Wolkenfuß    | Opa von Felix    | 16       | 2002    |
| Karin Gregorek  | Friederike Freytag | Oma von Johnny   | 16       | 2002    |
| Max Herbrechter | Paul               | Vater von Johnny | 24, 26   | 2004    |

### Hauptdarsteller (Staffel 3)
| Schauspieler          | Rollenname                    | Bemerkungen                                                | Folgen | Jahr(e)   |
| Heinrich Schafmeister | Dr. Carlo Mittenzwey          | Vater von Konny, Stiefbruder von Dr. Christoph Hasenkötter | 27–39  | 2010–2011 |
| Felix Eitner          | Dr. Christoph Hasenkötter     | Vater von Jette, Stiefbruder von Dr. Carlo Mittenzwey      | 27–39  | 2010–2011 |
| Cleo-Johanna Budde    | Henriette „Jette“ Hasenkötter | Tochter von Dr. Christoph Hasenkötter                      | 27–39  | 2010–2011 |
| Gina Stiebitz         | Konstanze „Konny“ Mittenzwey  | Tochter von Dr. Carlo Mittenzwey                           | 27–39  | 2010–2011 |
| Anja Franke           | Rita Rabe                     | Mutter von Yilmaz                                          | 27–39  | 2010–2011 |
| Lucas Korn            | Yilmaz Rabe                   | Sohn von Rita Rabe                                         | 27–39  | 2010–2011 |

## Episoden

### Staffel 1
| Nr. (ges.) | Nr. (St.) | Originaltitel                          | Erstausstrahlung D | Regie      | Drehbuch       |
| ---------- | --------- | -------------------------------------- | ------------------ | ---------- | -------------- |
| 1          | 1         | Schrecklich nette Nachbarn             | 18. Nov. 2002      | Peter Hill | Sibylle Durian |
| 2          | 2         | Zahn um Zahn                           | 19. Nov. 2002      | Peter Hill | Sibylle Durian |
| 3          | 3         | Ein Hund für alle Fälle!               | 20. Nov. 2002      | Peter Hill | Sibylle Durian |
| 4          | 4         | Ein Mann für Mama, eine Frau für Papa! | 21. Nov. 2002      | Peter Hill | Sibylle Durian |
| 5          | 5         | Schau mir in die Augen, Papa!          | 22. Nov. 2002      | Peter Hill | Sibylle Durian |
| 6          | 6         | Schnüffeln verboten!                   | 25. Nov. 2002      | Peter Hill | Sibylle Durian |
| 7          | 7         | Keine Chance den Besserwissern         | 26. Nov. 2002      | Peter Hill | Sibylle Durian |
| 8          | 8         | Freitag, der dreiunddreißigste         | 27. Nov. 2002      | Peter Hill | Sibylle Durian |
| 9          | 9         | Versprochen ist versprochen            | 28. Nov. 2002      | Peter Hill | Sibylle Durian |
| 10         | 10        | Alles Schwindel, oder was?             | 29. Nov. 2002      | Peter Hill | Sibylle Durian |
| 11         | 11        | Fit for run!                           | 2. Dez. 2002       | Peter Hill | Sibylle Durian |
| 12         | 12        | Falsch verliebt!                       | 3. Dez. 2002       | Peter Hill | Sibylle Durian |
| 13         | 13        | Traut euch!                            | 4. Dez. 2002       | Peter Hill | Sibylle Durian |

### Staffel 2
| Nr. (ges.) | Nr. (St.) | Originaltitel                  | Erstausstrahlung D | Regie      | Drehbuch       |
| ---------- | --------- | ------------------------------ | ------------------ | ---------- | -------------- |
| 14         | 1         | Eltern-TÜV                     | 7. Okt. 2004       | Peter Hill | Sibylle Durian |
| 15         | 2         | Väter haben niemals Angst!     | 8. Okt. 2004       | Peter Hill | Sibylle Durian |
| 16         | 3         | Oma-Opa-Sitter gesucht!        | 11. Okt. 2004      | Peter Hill | Sibylle Durian |
| 17         | 4         | Der Klügere gibt nach!         | 12. Okt. 2004      | Peter Hill | Sibylle Durian |
| 18         | 5         | Nicht weitersagen!             | 13. Okt. 2004      | Peter Hill | Sibylle Durian |
| 19         | 6         | Unsere Freunde – eure Freunde! | 14. Okt. 2004      | Peter Hill | Sibylle Durian |
| 20         | 7         | Ferien – extrem cool!          | 15. Okt. 2004      | Peter Hill | Sibylle Durian |
| 21         | 8         | Alles ganz anders!             | 18. Okt. 2004      | Peter Hill | Sibylle Durian |
| 22         | 9         | Sparen ist geil!               | 19. Okt. 2004      | Peter Hill | Sibylle Durian |
| 23         | 10        | Forever young!                 | 20. Okt. 2004      | Peter Hill | Sibylle Durian |
| 24         | 11        | Vorbild gesucht!               | 21. Okt. 2004      | Peter Hill | Sibylle Durian |
| 25         | 12        | Die Wenn-Dann-Falle!           | 22. Okt. 2004      | Peter Hill | Sibylle Durian |
| 26         | 13        | Happy end mit Hindernissen!    | 25. Okt. 2004      | Peter Hill | Sibylle Durian |

### Staffel 3
| Nr. (ges.) | Nr. (St.) | Originaltitel                          | Erstausstrahlung D | Regie              | Drehbuch       |
| ---------- | --------- | -------------------------------------- | ------------------ | ------------------ | -------------- |
| 27         | 1         | Erbschaft mit Hindernissen             | 6. März 2010       | Thomas Piepenbring | Sibylle Durian |
| 28         | 2         | Das Geheimnis des Dachbodens           | 6. März 2010       | Thomas Piepenbring | Sibylle Durian |
| 29         | 3         | Helfen und geholfen werden             | 25. Dez. 2010      | Thomas Piepenbring | Sibylle Durian |
| 30         | 4         | Alles unter Kontrolle                  | 25. Dez. 2010      | Thomas Piepenbring | Sibylle Durian |
| 31         | 5         | Geld oder Hund                         | 26. Dez. 2010      | Thomas Piepenbring | Sibylle Durian |
| 32         | 6         | Wer angibt, hat mehr vom Leben         | 26. Dez. 2010      | Thomas Piepenbring | Sibylle Durian |
| 33         | 7         | Extrem Sparing                         | 31. Dez. 2010      | Sabine Landgraeber | Sibylle Durian |
| 34         | 8         | Second Mom!                            | 31. Dez. 2010      | Sabine Landgraeber | Sibylle Durian |
| 35         | 9         | Die Anti-Zoff-Therapie                 | 1. Jan. 2011       | Sabine Landgraeber | Sibylle Durian |
| 36         | 10        | Wenn zwei dasselbe tun?                | 1. Jan. 2011       | Sabine Landgraeber | Sibylle Durian |
| 37         | 11        | Helden haben's schwer!                 | 2. Jan. 2011       | Sabine Landgraeber | Sibylle Durian |
| 38         | 12        | Wenn das Dach aber nun ein Loch hat... | 2. Jan. 2011       | Sabine Landgraeber | Sibylle Durian |
| 39         | 13        | Wer auszieht, ist raus!                | 2. Jan. 2011       | Sabine Landgraeber | Sibylle Durian |

## Veröffentlichung in Deutschland
Die Serie hatte ab 18. November 2002 mit den ersten 13 Folgen im KI.KA Premiere. Im Jahr 2003 lief sonntags eine Serienfolge um 11 Uhr immer vor der Sendung mit der Maus und hatte großen Zuspruch. Wiederholungen liefen ebenfalls auf ARD und dem MDR. Mit der Drehstaffel vom Sommer 2004 lagen 13 weitere Folgen vor. Die ersten beiden Staffeln liefen sehr erfolgreich und wurde daher später auf DVD veröffentlicht. Eine DVD-Veröffentlichung der dritten Staffel kam bisher nicht zustande. Seit Sommer 2024 sind jedoch alle Folgen der gesamten Reihe in der ARD-Mediathek abrufbar.

## Drehort
Drehort der ersten beiden Staffeln war ein Neubaugebiet 2 km westlich von Taucha nahe Leipzig sowie in der Umgebung von Taucha selbst.
Die dritte Staffel wurde in Erfurt im KinderMedienZentrum gedreht.